# Heinz Bergner (Ökonom)
Heinz Bergner (* 22. August 1924 in Düsseldorf; † 15. Januar 2014 in Meerbusch) war ein deutscher Ökonom und Professor an der Universität Mannheim.

## Biographie
Ab 1930 bis 1946 besuchte Bergner das Hindenburg-Gymnasiums in Düsseldorf und schloss es mit dem Abitur ab. Von 1949 bis 1952 studierte er Betriebswirtschaftslehre an den Universitäten Münster und Köln. Nach der Promotion 1961 zum Dr. rer. pol. war er von 1961 bis 1964 wissenschaftlicher Assistent am Seminar für Allgemeine und Industrielle Betriebswirtschaftslehre der Universität zu Köln. Nach der Habilitation 1964 im Fach Betriebswirtschaftslehre an der Universität zu Köln war er als Privatdozent bis 1966 an der Universität Kabul im Fach Betriebswirtschaftslehre tätig. Es folgten Lehrstuhlvertretungen an der Universität Marburg (1966–1967) und der Universität zu Köln (1968–1969). Von 1969 bis 1992 war er ordentlicher Professor für Allgemeine Betriebswirtschaftslehre und Industriebetriebslehre II an der Universität Mannheim. Er leitete außerdem im Rahmen der akademischen Selbstverwaltung das Studentenwerk der Universität Köln sowie das dortige Prüfungsamt.
Seine Forschungsschwerpunkte, zu denen er auch mehrfach publizierte, waren Betriebswirtschafts- und Industriebetriebslehre, insbesondere Filmwirtschaftslehre.
Unter dem Titel Internationale und nationale Problemfelder der Betriebswirtschaftslehre erschien 1984 die Festgabe seiner Kollegen zu seinem 60. Geburtstag, herausgegeben von Gert von Kortzfleisch und Bernd Kaluza.

## Schriften (Auswahl)
- Versuch einer Filmwirtschaftslehre., Köln 1961.
- Versuch einer Filmwirtschaftslehre. Filmwirtschaftliche Studien aus dem Industrieseminar der Universität zu Köln (FSI). Bd. I/II, Köln 1966.
- Versuch einer Filmwirtschaftslehre. Filmwirtschaftliche Studien aus dem Industrieseminar der Universität zu Köln (FSI). Bd. I/III, Köln 1966.
- Versuch einer Filmwirtschaftslehre. Filmwirtschaftliche Studien aus dem Industrieseminar der Universität zu Köln (FSI). Bd. I/IV, Köln 1966.
- (Mitautor): Betriebswirtschaftliche Probleme in afghanischen Industrieunternehmen. Meisenheim 1977.
- (Hrsg.): Planung und Rechnungswesen in der Betriebswirtschaftslehre. Berlin 1981.